# Abagrotis baueri
Abagrotis baueri är en fjärilsart som beskrevs av Mcdunnough 1949. Abagrotis baueri ingår i släktet Abagrotis och familjen nattflyn. Inga underarter finns listade i Catalogue of Life.